# Trương Vũ (Đông Hán)
Trương Vũ (chữ Hán: 张禹, ? – 113), tự Bá Đạt, người huyện Tương Quốc, nước Triệu , quan viên nhà Đông Hán trong lịch sử Trung Quốc.

## Thân thế
Ông nội của Vũ là Trương Huống, lấy chị gái của Cự lộc đô úy Lưu Hồi làm vợ (Lưu Hồi là ông nội của Quang Vũ đế Lưu Tú). Huống mấy lần qua lại huyện Nam Đốn, sớm quen biết Lưu Tú (Nam Đốn huyện lệnh Lưu Khâm là cha của Lưu Tú). Thời Canh Thủy, Huống làm quận lại ở Hàm Đan. Lưu Tú được làm Đại tư mã, rời khỏi chánh quyền Canh Thủy ở Lạc Dương, đi Hà Bắc, ghé qua Hàm Đan. Huống tìm gặp Lưu Tú, Tú cả mừng, nói: "Lúc này mà gặp được đại cữu ư!?" Nhân đó Huống theo Lưu Tú chạy lên phía bắc, đến Cao Ấp, được Tú lấy làm Nguyên Thị (huyện) lệnh, rồi thăng làm Trác Quận thái thú. Bấy giờ Huống đã 80 tuổi, không thể nắm binh mã, bèn xin nghỉ, Lưu Tú đồng ý. Sau đó Lưu Tú hỏi thăm tình hình sanh hoạt của Huống, con trai của Huống là Trương Hâm đáp rằng: "Vẫn như cũ." Lưu Tú nói: "Của nhà không đủ dùng, hãy lấy 1 huyện để tự nuôi mình." Vì thế Huống lại được làm Thường Sơn huyện trưởng . Gặp lúc nghĩa quân Xích Mi tấn công huyện thành, Huống ra đánh, tử trận, Lưu Tú rất thương xót. 
Cha là Trương Hâm, khi Thường Sơn thất thủ thì bỏ trốn,  về sau được làm Hoài Dương tướng. Bấy giờ Hoài Dương vương Lưu Duyên (hoàng tử thứ 7 của Quang Vũ đế) mới về vương quốc, tân khách của ông ta phóng túng, nhiễu loạn phạm pháp, Hâm đem lệnh, úy vào vương cung lùng bắt. Duyên mách với Quang Vũ đế, Hâm bị kết tội, chịu giáng nhẹ (tả thiên) làm Cấp (huyện) lệnh, mất khi đang ở chức. 

## Thiếu thời
Vũ tính thuần hậu, tiết kiệm, lại hiếu học, làu thông Âu Dượng Thượng thư , thờ Thái thường Hoàn Vinh làm thầy, coi nhẹ tiền tài. Cha mất, quan dân huyện Cấp phúng tiền đến vài trăm vạn, Vũ đều không nhận, còn đem tất cả ruộng vườn trao cho bác (bá phụ), tự nhận là ở nhờ nhà bác.

## Trị lý địa phương
Năm Vĩnh Bình thứ 8 (65) thời Hán Minh đế, Vũ được cử Hiếu liêm, dần dần thăng tiến, trong niên hiệu Kiến Sơ thời Hán Chương đế, được bái làm Dương Châu thứ sử. Gặp lúc phải vượt Trường Giang, dân địa phương đều nói dưới sông có thần Ngũ Tử Tư, khó lòng vượt sông. Vũ đòi sang sông, các viên lại cố nài nhưng ông không nghe, lớn tiếng rằng: "Tử Tư nếu có thiêng, biết ta tra xét án oan, há làm khó ta ư?" rồi khua chèo sang sông. Vũ đi qua quận ấp, chẳng nơi núi sâu rừng thẳm mà không đến, tự mình thăm hỏi tù phạm, xét ra nhiều án oan. Quan dân các nơi hiếm khi được gặp sứ giả, lòng người vui mừng; những việc giận ghét, khen ngợi, tốt đẹp, xấu xa, chẳng gì không nói cho Vũ biết.
Năm Nguyên Hòa thứ 2 (85), Vũ được chuyển làm Duyện Châu thứ sử, cũng có tiếng liêm chánh. Năm thứ 3 (86), Vũ được thăng làm Hạ Bi tướng. Rìa phía bắc huyện Từ có Bồ Dương bi, bên cạnh có nhiều ruộng tốt, nhưng bị bỏ phế. Vũ mở thủy môn, dẫn nước tưới vào, làm màu mỡ mấy trăm khoảnh ruộng. Vũ muốn khuyến khích quan dân, bèn tạm nghỉ việc công để cùng họ gieo trồng, đích thân tham gia lao động; khi cần nghỉ ngơi, thì ông ngồi dưới đại thụ, ăn cơm khô uống nước mà thôi. Năm sau Vũ khai khẩn hơn ngàn khoảnh ruộng, thu hoạch hơn trăm vạn hộc lương thực, dân được ấm no. Người nghèo ở quận láng giềng tìm đến hơn ngàn hộ, nhà tranh mái lá mọc lên san sát.
Công tào sứ Đái Nhuận, từng làm Thái úy duyện, có quyền uy trong quận, cũng xuống huyện, thư tá của ông ta mượn ngựa, xe và các món lặt vặt. Vũ nghe biết, lệnh cho Trực phù sứ trách hỏi, Nhuận thừa nhận; Vũ cho rằng Nhuận từng là thuộc lại của tể tướng, biết sợ mà thú thật, lệnh cho ông ta tự bước vào ngục, sau đó xử lý theo pháp luật (chánh pháp).

## Nhậm chức trung ương
Năm Vĩnh Nguyên thứ 6 (94), Vũ được vào triều làm Đại tư nông, năm thứ 12 (100), được bái làm Thái úy; Hán Hòa đế rất xem trọng ông. Năm thứ 15 (104), Hòa đế nam tuần vườn, miếu của đền thờ (ở quận Nam Dương), Vũ nhờ thân phận Thái úy được kiêm Vệ úy lưu thủ  Bắc cung, thái quan sớm tối dâng thức ăn, ông cũng được hưởng các món ngon lành, trừ con trai là Trương Thịnh làm lang. Nghe tin xa giá sẽ thăm Giang Lăng, Vũ cho rằng không nên mạo hiểm đi xa, dùng ngựa trạm dịch dâng lời can ngăn, Hòa đế đáp rằng: "Xem đền thờ đã xong, sắp nam hạ cúng tế Đại Giang (tức Trường Giang), gặp lời tâu của ngài, vừa đến Hán Thủy thì quay xe trở về."  Sau khi đế trở về, Vũ được ban thưởng đặc biệt.
Năm Duyên Bình đầu tiên (106), Vũ được thăng làm Thái phó, Lục thượng thư sự. Đặng thái hậu cho rằng Hán Thương đế còn ẵm ngữa, muốn lệnh cho trọng thần ở lại cung cấm, bèn giáng chiếu cho Vũ nghỉ lại trong cung, cấp cho ông màn che, giường nệm, thái quan sớm tối dâng thức ăn, cứ 5 ngày thì được trở về phủ 1 ngày. Mỗi khi triều kiến, Vũ được "đặc tán", còn "tuyệt tịch" với tam công . Vũ cho rằng triều đình đang lúc để tang, không nên theo thói quen mà bày cuộc vui trong phạm vi Ngự uyển, lại nói đất Quảng Thành, Thượng Lâm bỏ không, nên đem giao cho dân nghèo. Thái hậu nghe theo.
Đến khi Hán An đế nối ngôi, Vũ mấy lần lấy cớ bệnh tật xin nghỉ; triều đình giáng chiếu sai Tiểu hoàng môn thăm bệnh, ban một con bò, 10 hộc rượu, cho phép ông về nhà. Các thứ tiền vải, đao kiếm, quần áo lần lượt được đem đến nhà của Vũ.
Năm Vĩnh Sơ đầu tiên (107), Vũ nhờ công sách lập, được phong An Hương hầu, thực ấp 1200 hộ, cùng thái úy Từ Phòng, tư không Doãn Cần nhận tước cùng ngày.  Mùa thu năm ấy, triều đình lấy cớ giặc giã, mưa lũ, sách miễn Phòng, Cần, nên Vũ không yên lòng, dâng thư xin Khất hài cốt , được đổi bái làm Thái úy.
Năm thứ 4 (110), Đặng Chất (anh trai cả của Đặng thái hậu) muốn bỏ Lương Châu, dời dân lùi vào Tam Phụ; Ngu Hủ kịch liệt phản đối, hết lời thuyết phục Vũ. Vũ cho rằng lời của Ngu Hủ là phải, bèn tập hợp 4 phủ (tam công và Đại tướng quân) bàn bạc, bác bỏ quan điểm của Đặng Chất. Năm ấy, mẹ của Đặng thái hậu là Tân Dã quân Âm thị bệnh, thái hậu đích thân thăm nom. Vũ cùng tư đồ Hạ Cần, tư không Trương Mẫn dâng biểu can ngăn việc Đặng thái hậu ở lại nhà mẹ đẻ nhiều ngày, cho rằng xa giá rời cung cấm quá lâu sẽ khiến lòng người không yên. Sau 3 lần dâng biểu, cố gắng tranh luận, bọn họ cũng khiến Đặng thái hậu chấp nhận về cung. Gặp lúc kho lẫm trống rỗng do nhiều năm mất mùa và thiên tai, Vũ dâng sớ xin gộp tô thuế của 3 năm, cho các nước quận vay, Đặng thái hậu giáng chiếu đồng ý.
Năm thứ 5 (111), triều đình lấy cớ "âm dương bất hòa" để sách miễn quan chức của Vũ. Năm thứ 7 (113), Vũ mất ở nhà. Triều đình sai sứ giả điếu tế, trừ con trai nhỏ của Vũ là Trương Diệu làm Lang trung, cho con trai trưởng là Trương Thịnh kế tự.

## Đánh giá
Phạm Diệp nói: Đặng (Bưu), Trương làm (Thái) phó, không có lỗi lầm nhưng cũng không đáng khen (vô cữu vô dự).